# Olympische Sommerspiele 1972/Schwimmen – 800 m Freistil (Frauen)
Der Schwimmwettkampf über 800 Meter Freistil der Frauen bei den Olympischen Spielen 1972 in München wurde vom 2. bis 3. September ausgetragen.

## Ergebnisse

### Vorläufe

#### Vorlauf 1
| Rang | Athletin             | Nation         | Zeit (min) | Anm. |
| ---- | -------------------- | -------------- | ---------- | ---- |
| 1    | Novella Calligaris   | Italien        | 9:02,96    | Q    |
| 2    | Andrea Eife          | DDR            | 9:22,88    |      |
| 3    | Barbara Schwarzfeldt | BR Deutschland | 9:24,89    |      |
| 4    | María Teresa Ramírez | Mexiko         | 9:25,09    |      |
| 5    | Françoise Monod      | Schweiz        | 9:50,73    |      |
| 6    | Hsu Yue-yun          | Republik China | 10:08,49   |      |
| 7    | Eleni Avlonitou      | Griechenland   | 10:10,88   |      |

#### Vorlauf 2
| Rang | Athletin          | Nation             | Zeit (min) | Anm. |
| ---- | ----------------- | ------------------ | ---------- | ---- |
| 1    | Keena Rothhammer  | Vereinigte Staaten | 8:59,69    | Q    |
| 2    | Hansje Bunschoten | Niederlande        | 9:21,13    | Q    |
| 3    | Uta Schütz        | BR Deutschland     | 9:22,93    |      |
| 4    | Olga de Angulo    | Kolumbien          | 9:43,27    |      |
| 5    | Helga Wagner      | BR Deutschland     | 9:44,17    |      |
| 6    | Olga Petruswoja   | Sowjetunion        | 10:04,96   |      |
| 7    | Silvia Borgini    | Argentinien        | 10:09,19   |      |

#### Vorlauf 3
| Rang | Athletin         | Nation             | Zeit (min) | Anm. |
| ---- | ---------------- | ------------------ | ---------- | ---- |
| 1    | Ann Simmons      | Vereinigte Staaten | 9:11,94    | Q    |
| 2    | Narelle Moras    | Australien         | 9:17,95    | Q    |
| 3    | Roselina Angee   | Kolumbien          | 9:38,08    |      |
| 4    | June Green       | Großbritannien     | 9:39,91    |      |
| 5    | Laura Vaca       | Mexiko             | 9:50,10    |      |
| 6    | Belinda Phillips | Jamaika            | 9:53,99    |      |
| 7    | Avis Willington  | Großbritannien     | 10:10,91   |      |

#### Vorlauf 4
| Rang | Athletin            | Nation      | Zeit (min) | Anm. |
| ---- | ------------------- | ----------- | ---------- | ---- |
| 1    | Shane Gould         | Australien  | 9:10,84    | Q    |
| 2    | Gudrun Wegner       | DDR         | 9:11,32    | Q    |
| 3    | Karin Tülling       | DDR         | 9:25,73    |      |
| 4    | Federica Stabilini  | Italien     | 9:27,84    |      |
| 5    | Mary Beth Rondeau   | Kanada      | 9:43,31    |      |
| 6    | Antonella Valentini | Italien     | 9:49,07    |      |
| 7    | Patricia López      | Argentinien | 10:06,39   |      |

#### Vorlauf 5
| Rang | Athletin         | Nation             | Zeit (min) | Anm. |
| ---- | ---------------- | ------------------ | ---------- | ---- |
| 1    | Jo Harshbarger   | Vereinigte Staaten | 9:14,46    | Q    |
| 2    | Karen Moras      | Australien         | 9:25,11    |      |
| 3    | Jaynie Parkhouse | Neuseeland         | 9:34,65    |      |
| 4    | Karen LeGresley  | Kanada             | 9:37,13    |      |
| 5    | Brenda Holmes    | Kanada             | 9:39,44    |      |
| 6    | Susan Jones      | Großbritannien     | 9:47,35    |      |
| 7    | Kirsten Knudsen  | Dänemark           | 10:02,56   |      |
| 8    | Aisling O’Leary  | Irland             | 10:18,05   |      |

### Finale
| Rang | Athletin           | Nation             | Zeit (min) | Anm. |
| ---- | ------------------ | ------------------ | ---------- | ---- |
| 1    | Keena Rothhammer   | Vereinigte Staaten | 8:53,68    | WR   |
| 2    | Shane Gould        | Australien         | 8:56,39    |      |
| 3    | Novella Calligaris | Italien            | 8:57,46    |      |
| 4    | Ann Simmons        | Vereinigte Staaten | 8:57,62    |      |
| 5    | Gudrun Wegner      | DDR                | 8:58,89    |      |
| 6    | Jo Harshbarger     | Vereinigte Staaten | 9:01,21    |      |
| 7    | Hansje Bunschoten  | Niederlande        | 9:16,69    |      |
| 8    | Narelle Moras      | Australien         | 9:19,06    |      |